# Boana alemani
Boana alemani  (anteriormente, Hypsiboas alemani ) es una especie de anfibios de la familia Hylidae. Es endémica de Venezuela.
Sus hábitats naturales incluyen bosques tropicales o subtropicales secos y a baja altitud, ríos, marismas de agua dulce y corrientes intermitentes de agua. Está amenazada de extinción por la destrucción de su hábitat natural.